# Cleidothaeridae
Famille
Synonymes
- Chamostreidae Stoliczka, 1870[2]

Les Cleidothaeridae sont une famille de mollusques bivalves de l'ordre des Pholadomyoida.

## Liste des genres
Selon World Register of Marine Species (25 novembre 2018) :
- genre Cleidothaerus Stutchbury, 1830